# Arken arkitekter

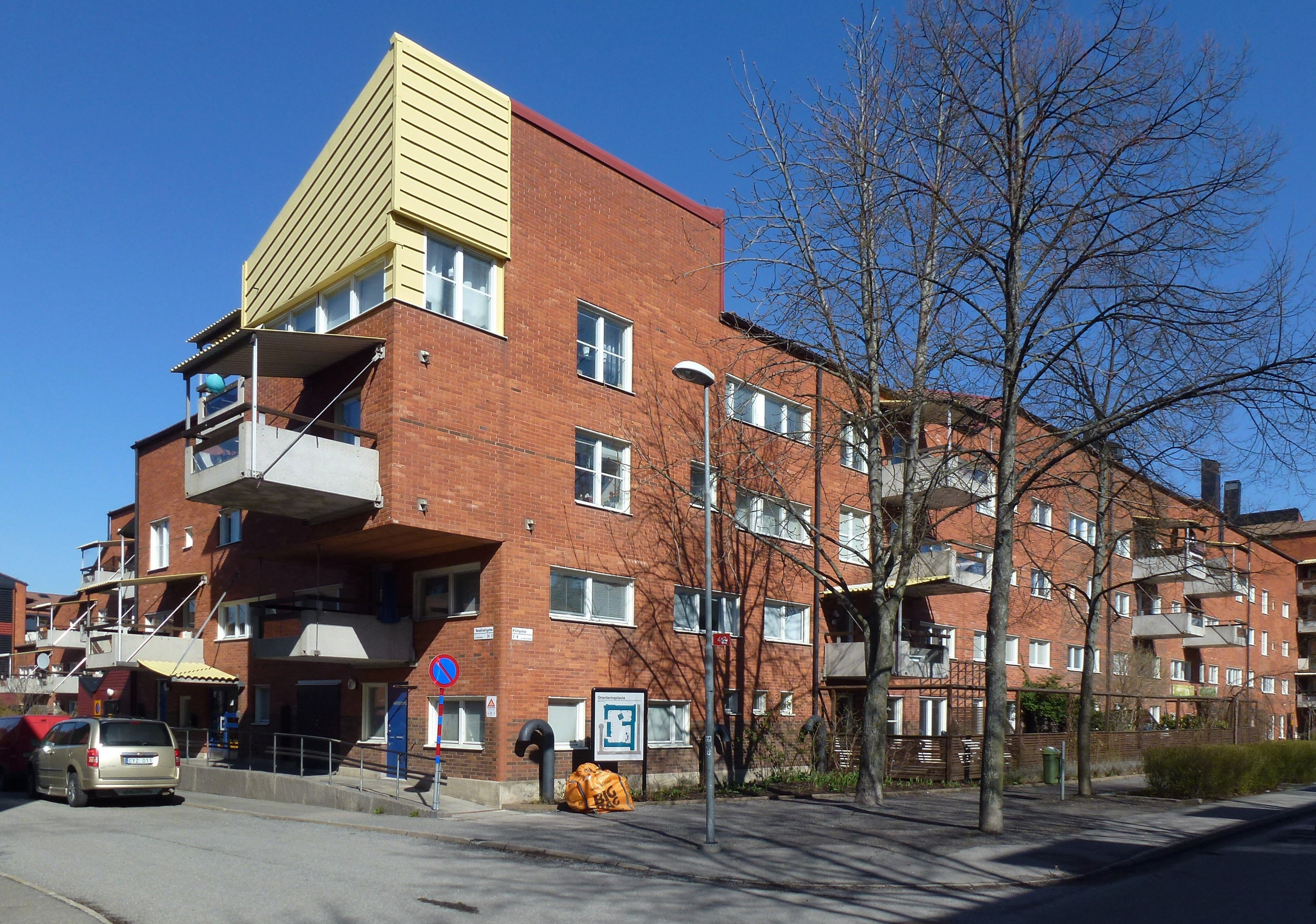
Kvarteret Varmfronten.

Arken arkitekter AB är ett kollektivägt arkitektkontor i Stockholm bildat 1981 av tolv tidigare medarbetare till Ralph Erskine. Företaget ombildades 1991, då med färre delägare. År 2007 delades företaget upp i kontoren Alma arken arkitekter, Arkitektkontor Nils Söderlind och Arken SE arkitekter.

## Byggnader i urval[2]
- Kvarteret Varmfronten på Skarpnäcksfältet, Stockholm (1983), Kasper Salin-priset
- Cityterminalen i Stockholm (1989)
- Bro Centrum i Bro, Upplands-Bro kommun (1994)
- Campusområdet Åkroken för Mittuniversitetet i Sundsvall (1997)